# Otjiwarongo (Wahlkreis)
Otjiwarongo ist ein Wahlkreis in der Region Otjozondjupa im zentralen Landesteil Namibias. Verwaltungssitz ist die gleichnamige Stadt Otjiwarongo. Der Kreis umfasst eine Fläche von 6411 Quadratkilometer und hat fast 550.000 Einwohner (Stand 2023).
Der Wahlkreis ist der wichtigste Wirtschaftsstandort im zentralen Norden des Landes.

## Wahlen
| Wahl | Name               | Partei | Stimmenanteil |
| ---- | ------------------ | ------ | ------------- |
| 1992 |                    |        |               |
| 1998 | Lucas Hifitikeko   | SWAPO  | 51,7 %        |
| 2004 | Ferdinand Kavetuna | SWAPO  | 55,7 %        |
| 2010 | Otto Ipinge        | SWAPO  | 33,2 %        |
| 2015 | Julius Neumbo      | SWAPO  | 71,1 %        |
| 2020 | Marlyn Mbakera     | SWAPO  | 54,1 %        |